# Перкин, Артур Джордж
Артур Джордж Перкин (англ. Arthur George Perkin; 13 декабря 1861, Садбери, Англия — 30 мая 1937,Лидс, Англия) — английский химик-органик, прославившийся как талантливый ученый в области химии природных органических красителей.
Член Лондонского королевского общества, почетный доктор наук, профессор Лидского университета, преподаватель Йоркширского колледжа.

## Детство и школьные годы
Артур Перкин родился в городе Садбери, графство Мидлсекс в Восточной Англии, в семье известного ученого Уильяма Генри Перкина (старшего) и Джэмины Харриет . Он был вторым ребёнком Уильяма Перкина, который на тот момент уже имел старшего сына Уильяма Генри Перкина (младшего). В младенчестве Артур был крайне слабым ребёнком. Его мать, Джэмина, скончалась вскоре после родов по причине болезни легких. Когда его отец во второй раз женился на Мисс А. Моллво , Артуру Перкину было 6 лет, и его отправили в школу-интернат в Маргате, откуда он приезжал домой только на каникулы. В возрасте 10 лет он был принят в Лондонскую школу, в Маргате, где на тот момент уже обучался его старший брат. Там Перкин впервые начал изучать естественные дисциплины. Его первым учителем в Лондонской школе был Генри Дарем. Каждые выходные Артур со своим братом Уильямом Генри (младшим) приезжали домой, где все время проводили в специально оборудованном помещении в саду своего дома в Садбери, занимаясь проведением различных экспериментов.

## Высшее образование
В октябре 1878 года Артур Перкин был принят в Королевский химический колледж, располагавшийся на юге Кенсингтона, где на 2 курсе уже учился его старший брат Уильям. Во время учёбы в колледже под руководством Франклэнда и Гутри Артур в 1880 году опубликовал свою первую научную статью. Затем он провел год (1880—1881) в колледже Андерсона, в Глазго, обучаясь у Е.Дж. Миллса. В 1881 году Артур выиграл стипендию на обучение в Йоркширском колледже, в Лидсе, которую предоставила компания Worshipful Company of Clothworkers. Там Перкин трудился под руководством профессора Хаммеля, главы отделения химии красителей.

## Деятельность
По окончании стипендии Артур Перкин устроился в частную компанию по производству ализарина в Манчестере, Hardman and Holden, LTD, где занимал должность химика. В 1888 году Перкин получил повышение и в течение следующих четырёх лет занимал должность главного менеджера компании. Артур Перкин в 1887 году женился на Анне Бэдфорд-сестре своего приятеля, Чарльза Бэдфорда. В 1892 году Перкин вернулся в качестве преподавателя и научного сотрудника в Йоркширский колледж, который на тот момент уже присоединился к федеральному университету Королевы Виктории (в 1904 году отделение в Лидсе преобразовано в Лидский университет). В 1905 году Министерство по делам Индии совместно с правительством Индии выбрало для продолжения исследования природного красителя индиго исследовательскую лабораторию компании Worshipful Company of Clothworkers. Здесь с 1905 по 1907 год проводил исследования Уильям Поплвэл Блоксэм под предводительством Артура Перкина. В годы Первой мировой войны Артур Перкин работал на министерство боеприпасов. Помимо большого количества статей, Перкин совместно с доктором А. Е. Эверестом опубликовал научную монографию в 1918 году. В 1926 году Артур Перкин прекратил преподавательскую деятельность в Лидском университете и стал уделять больше времени научной работе в лаборатории. Исследовательская деятельность Перкина продолжалась до февраля 1937 года, когда у ученого обнаружились серьезные проблемы со здоровьем. Спустя 3 месяца, 30го мая 1937 года Артур Перкин скончался в своей резиденции в Лидсе.

## Научные исследования
За свою жизнь Перкин опубликовал около 270 научно-исследовательских работ, 60 из которых выполнены без участия других ученых. Он активно занимался развитием теоретических представлений о составляющих природных красителей, а также разработал собственные экспериментальные методы исследования.

### Ранние исследования
Обучаясь в Королевском химическом колледже под руководством Франклэнда и Гутри, Перкин опубликовал свою первую работу на тему «Действие азотной кислоты на ди-п-толилгуанидин». Продолжая свои научные исследования в Йоркширском колледже, Перкин совместно с профессором Хаммелем занимался изучением свойств гематеина и бразилеина. В 1883 году Артур Перкин продолжил исследования своего отца в области ксантонов и получил динитро-, диамино-, дибром-производные. В первой совместной работе с братом он занимался изучением продуктов возгонки антрахинон-2-сульфоната натрия. Огромная работа Перкина была посвящена изучению взаимодействия азотной кислоты с антраценом при различных условиях. В сотрудничестве с Дж. Макензи он также опубликовал работу о свойствах продуктов этой реакции. Одной из главных проблем в работе ученого являлось изучение индийского красителя, камалы. Перкин исследовал выделенный ранее Андерсоном ротлерин и получил некоторые его производные, а также предложил брутто-формулу для этого соединения и изучил его химические свойства.

### Природные красители на основе производных антрахинона
Большая часть работ по изучению соединений, относящихся к классу антрахинонов, проведена Перкином совместно с профессором Хаммелем. В ходе работы были выделены соединения, входящие в состав марены красильной, а в последующих исследованиях был разработан метод их синтеза. Ряд исследований Перкина при участии других ученых посвящён синтезу изомеров производных антрахинона, ранее выделенных из марены красильной. Вместе с Хаммелем Перкин выделил составляющие других трав семейства мареновых и крушиновых и проанализировал их свойства.

### Изучение соединений класса флавоноидов

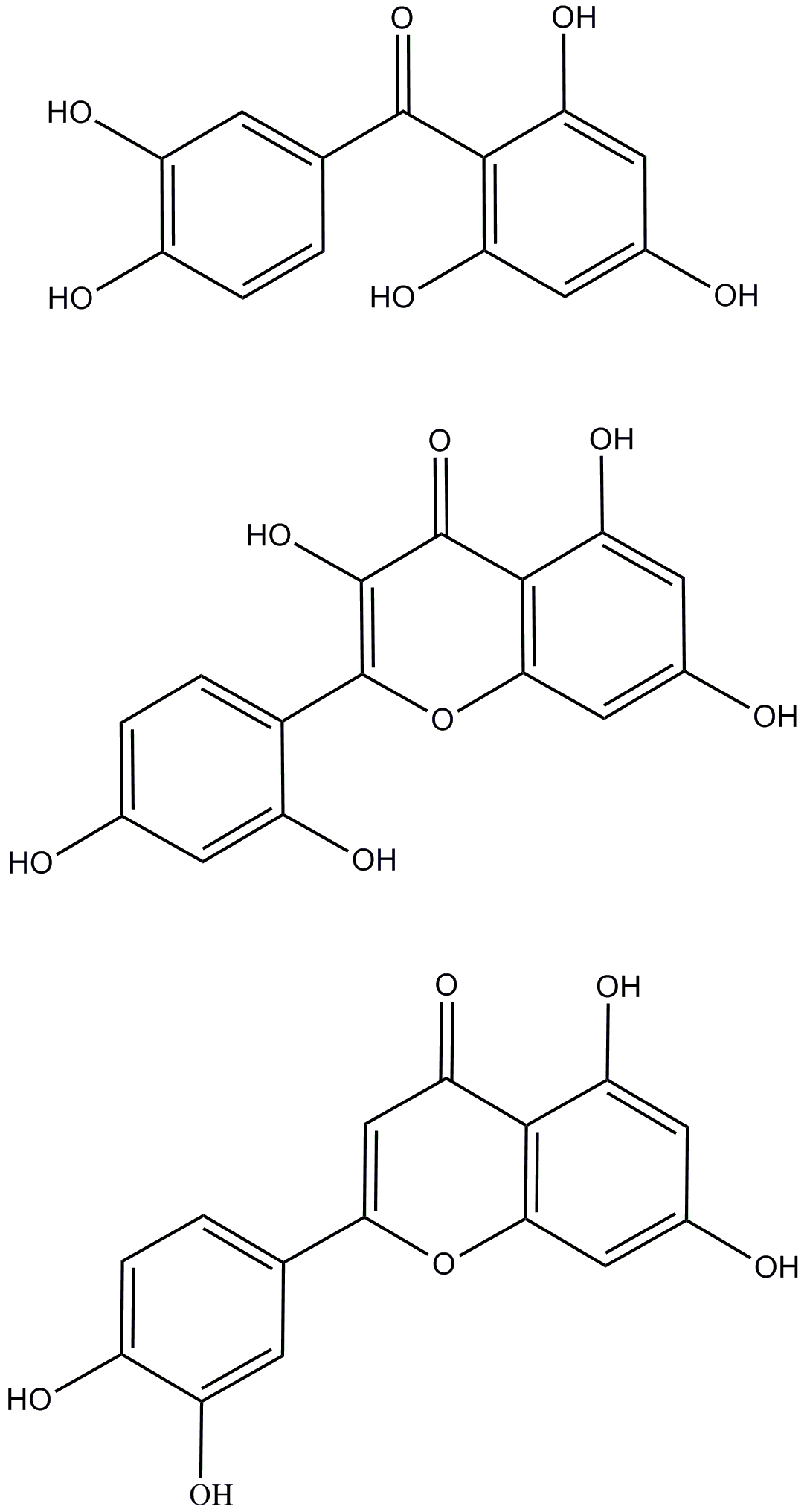
Сверху-вниз структуры маклурина, морина, лютеолина

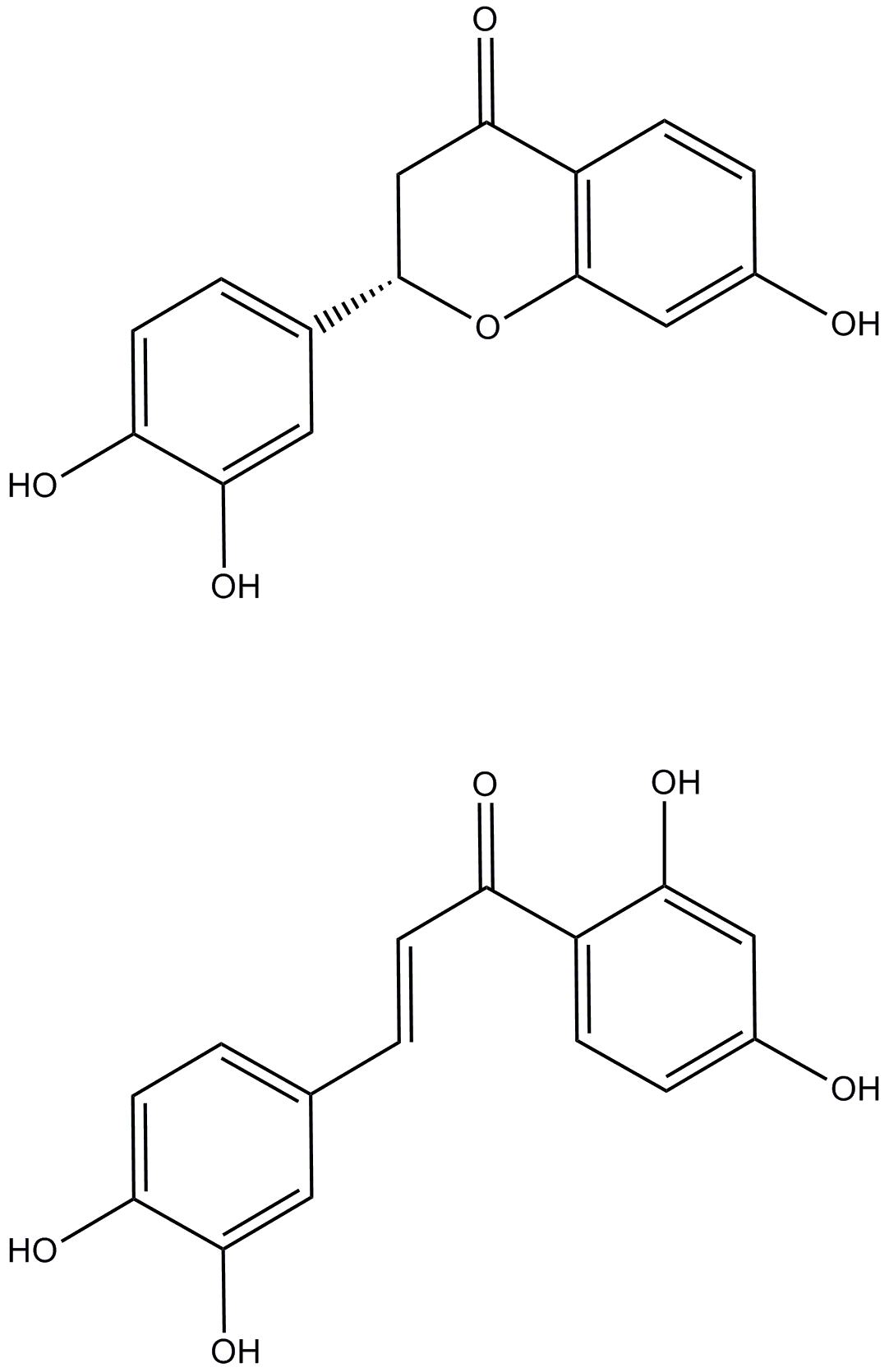
Сверху-вниз структуры бутина и бутеина

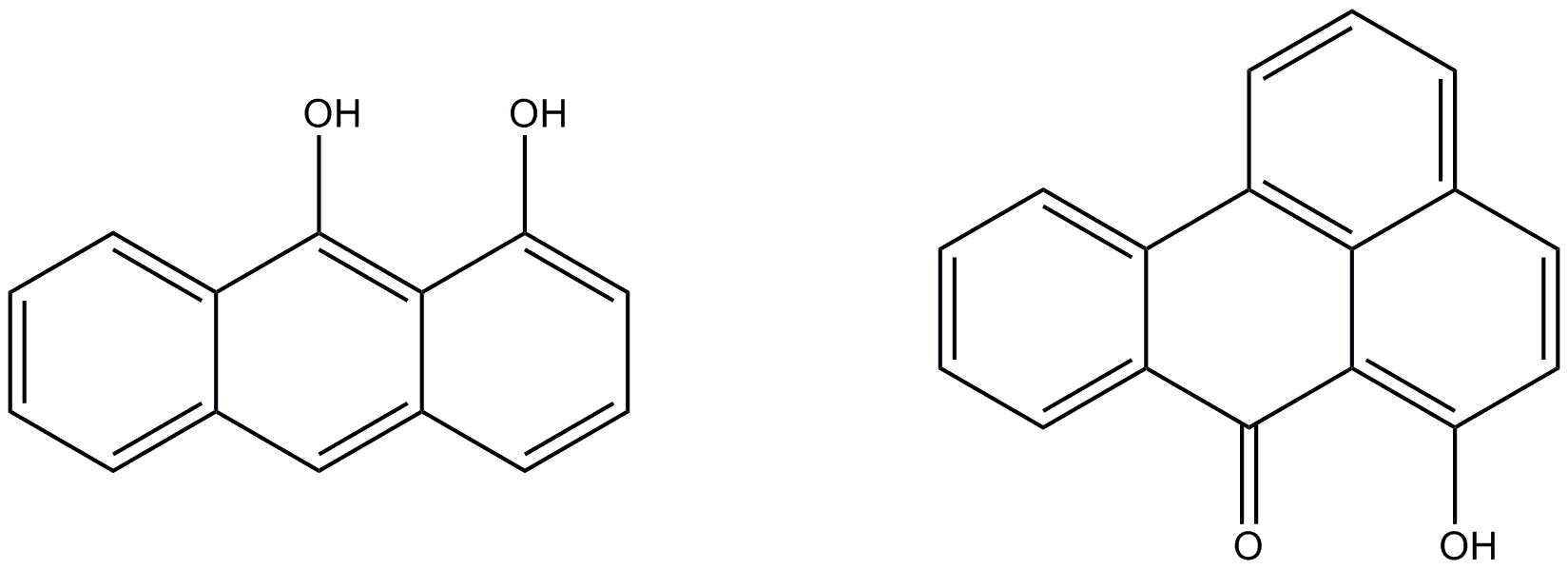
Справа налево представлены продукты восстановления 1-гидроксиантрахинона и гидроксибензантрона

На тот момент, когда Перкин начал свои исследования в области химии флавоноидов, природа хризина, физетина и кверцетина уже была хорошо изучена. Одним из первых открытий Перкина в этой области стало установление строения морина, выделенного ранее Шеврелем из древесины жёлтого фустика. Работая с Бабличем, Перкину удалось разработать эффективный метод выделения морина и получить серию его производных. Ученые на основе данных о продуктах гидролиза тетраметилового эфира морина предположили структурную формулу для исследуемого флавоноида, которая впоследствии была подтверждена синтезом в 1906 году группой ученых (Костанецки, Лампе, Тамбор). Совместно с Пате, Перкин получил серию гидрогалогенидов морина, являвшихся удобной формой флавоноида для выделения и анализа. Кроме того ими же было получено монокалиевое производное морина, используемое в этих же целях, образующееся при обработке морина ацетатом калия в растворе спирта. Также Перкин получил ряд азобензольных производных некоторых природных красителей, в том числе и морина
Ещё одним флавоноидом, входящим в состав жёлтого фустика, был маклурин. Шурин Перкина, Чарльз Бэдфорд, обнаружил, что при действии соли фенилдиазония на водорастворимую составляющую жёлтого фустика образуется вещество, обладающее свойствами красителя. Это соединение представляло собой бисбензилазомаклурин, который был выделен в чистом виде и проанализирован Бэдфордом и Перкином. В дальнейшем Артур Перкин получил и исследовал целый ряд азосоединений, входящих в состав других природных красителей.
Следующим флавоноидом, изучением которого занимался Перкин, стал лютеолин, который входил в состав красителя резеды, с древности использующегося для получения лимонно — жёлтого оттенка. На тот момент лютеолин уже был частично изучен различными учеными, и, хотя для него уже тогда была предложена брутто-формула, не было сведений о его структуре. Перкин выделил флавоноид новым методом и на последнем этапе очистки избавился от примеси апигенина, путём получения гидрохлорида лютеолина. Позднее он провел ещё ряд исследований солей лютеолина, в результате чего Перкин предложил структурную формулу для этого флавоноида, которая позднее была подтверждена синтезом. Совместно с Хорсфоллом Перкин занимался изучением химических свойств лютеолина.
Перкин также впервые показал, что апигенин является представителем класса флавонов, а другой природный флавон, акацетин представляет собой метиловый эфир апигенина. Также большое количество работ Перкина посвящено другим соединениям класса флавоноидов: робинину, мирицетину и изорамнетину.

### Изучение соединений класса флавонов
Ещё один совместный труд Перкина с Хаммелем был посвящён изучению бутина и его изомера бутеина, полученного синтетическим путём. Вместе с лютеолином из экстрактов дрока красильного также был выделен генистеин. В дальнейшем Перкин, при участии Хорсфолла занимался разложением диметилового эфира генистеина и изучением продуктов этой реакции. Результаты эксперимента хорошо согласовывались со структурой изофлавона. Кроме того, Перкин впервые выделил и изучил такие соединения, как караджурин и катехин, представляющие большой интерес с точки зрения окрашивающих свойств.

### Продукты восстановления гидроксиантрахинонов
В последние годы своей жизни Перкин занимался синтезом в области химии гидроксиантрахинонов. В период с 1922 по 1933 год на эту тему им было опубликовано 14 работ. Перкин установил, что при восстановлении несимметричного гидроксиантрахинона, как правило, образуется единственный из двух возможных антранолов.

## Членство и награды
В 1884 году Перкин стал членом Лондонского Химического Общества, в 1887 членом Института Химии Великобритании, в 1893 членом Королевского Общества Эдинбурга, в 1903 членом Лондонского королевского общества. В 1924 году Перкин был награждён медалью Дэви за исследование структуры природных красителей. Он был вице — президентом Общества ученых в области красителей и членом Биохимического Общества, Фармацевтического Общества, Общества Химической и Текстильной промышленностей Великобритании. Перкин также был членом гильдии компании Worshipful Company of Leathersellers. По окончании преподавательской деятельности в 1926 году Перкину был присужден титул заслуженного профессора. А в 1927 году в Лидском университете ему было присуждено звание доктора наук.
В настоящее время стены Большого зала Лидского университета украшает портрет Артура Джорджа Перкина, нарисованный художником Ричардом Джеком.

## Семья
Перкин женился в 1887 году на Энни Флоренс Бедфорд (Annie Florence Bedford). Детей у них не было.

## Личные качества, увлечения
Перкин был очень мягким и скромным человеком, хотя периодически проявлял агрессивность своего характера. За своё отношение к младшим поколениям Артур Перкин получил прозвище «Папа Перкин». Как ученый Перкин отличался упорством и трудолюбием, предпочитал все своё свободное время проводить в лаборатории, занимаясь исследованиями. Как и его мать, Перкин очень любил животных. В своем доме на острове Мэн он держал пони и японских спаниелей, названных в честь японских профессоров, работающих вместе с Перкином. Он также очень гордился своей черепахой, которая жила с ним в течение 25 лет. Как и все члены семьи Перкина, он был превосходным музыкантом. Артур прекрасно владел флейтой и фаготом. На фаготе Перкин играл во многих оркестрах Йоркшира, а на флейте он традиционно исполнял соло pièce de résistance на праздновании годовщины со своими учениками. Из спортивных игр предпочитал гольф, прекрасно владел теоретическими аспектами игры.